# Cueva del Indio

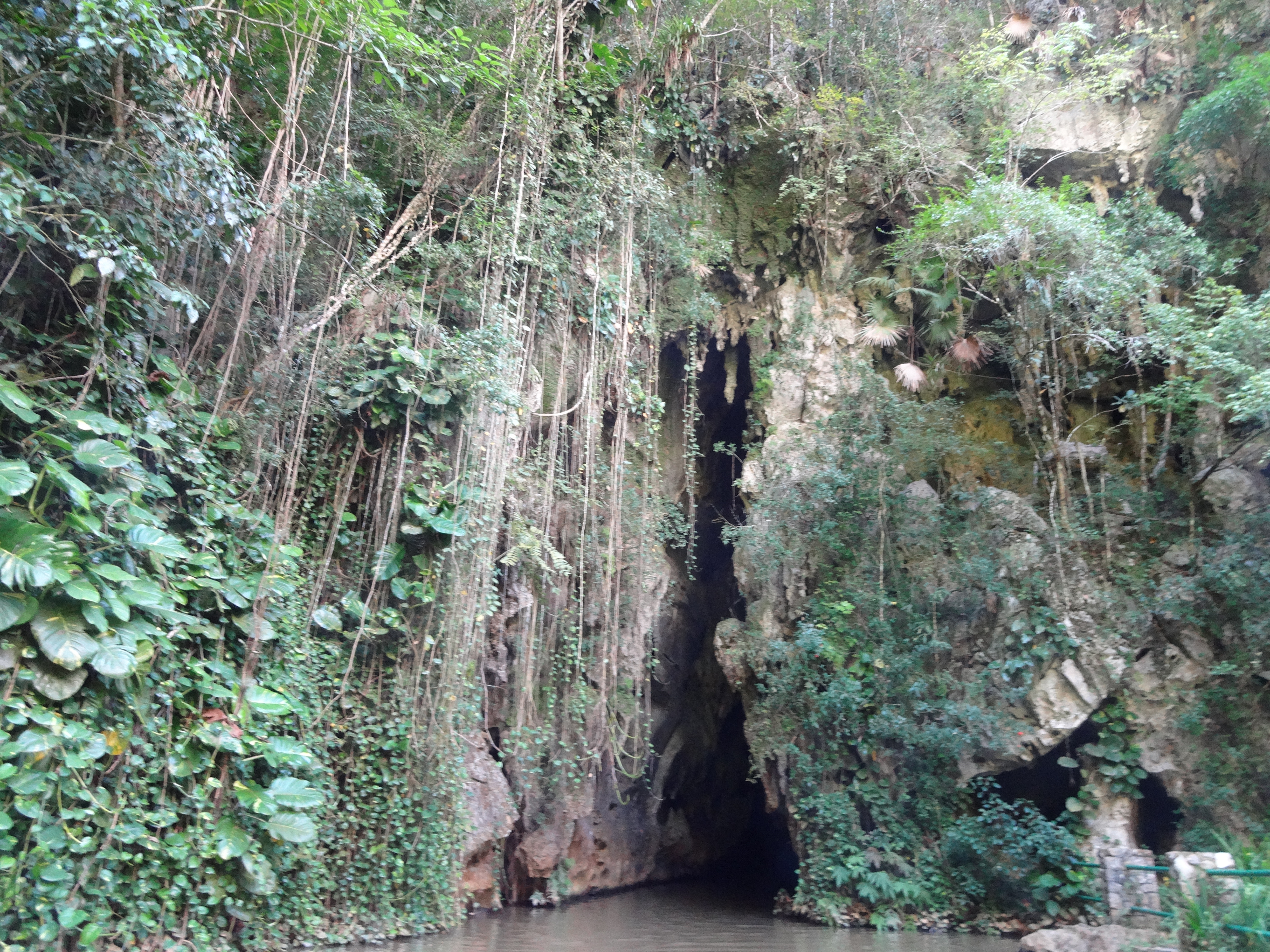
Cueva del Indio im Viñales Valley

Die Cueva del Indio (spanisch Indianerhöhle) ist eine Karsthöhle nördlich des Ortes Viñales in der kubanischen Provinz Pinar del Río und ein wichtiges Touristenziel im Valle de Viñales. 
Durch das Anstauen eines Baches kann ein Teil der Höhle mit Motorbooten befahren werden.
Der Weg durch die Höhle ist betoniert und elektrisch beleuchtet. In der Höhle endet der Fußweg und es wird auf Motorboote umgestiegen. Der Ausgang nach der Bootstour befindet sich ca. 150 m nordöstlich des Eingangs.
Ausgang: 22° 40′ 13″ N, 83° 42′ 21″ W